# Parapsycho – Spektrum der Angst
Parapsycho – Spektrum der Angst ist ein 1974 entstandener deutscher Spielfilm, der sich in drei Episoden mit der Parapsychologie, dem Übernormalen, beschäftigt. Regie führte Peter Patzak.

## Handlung
Der Film beginnt mit folgender Fragestellung: Wie viele Menschen glauben an übersinnliche Phänomene, wie viele behaupten, schon einmal entsprechende Erfahrungen gemacht zu haben? Welche Experimente wurden durchgeführt, um dies herauszufinden, welche Phänomene wurden beobachtet? In drei Episoden, die in keinem Zusammenhang zueinander stehen, wird diesen unerklärlich erscheinenden Phänomenen nachgegangen. Allen Geschichten jedoch ist eines gemein: Die Entfremdung bzw. Beziehungslosigkeit ihrer Protagonisten zueinander und die erschreckende Unmöglichkeit von Liebe.

## Episode 1: Reinkarnation
Harry, ein verheirateter Mann mittleren Alters und Vater einer Tochter, ist auf dem Weg nach Hause. Er führt als Geschenk für seine Tochter eine blonde Puppe mit sich, die geheimnisvoll lächelnd in einer Schachtel thront und mehrfach in den nachfolgenden Liebesszenen eingeblendet wird. Auf der Fahrt passiert Harry einen Begräbniszug, ein Sarg mit schwarzen Schleifen und einem Kreuz kündet kommendes Unheil an. Alle um ihn herum scheinen jedoch nur an einem Fußballspiel interessiert zu sein, das gerade im Radio übertragen wird. Als Harry in einer Post telefonieren will, beachtet ihn kaum jemand, und seine Fragen nach dem abgebildeten Schloss in der Telefonkabine stören den Beamten beim Lauschen der Fußballübertragung. Harry fährt weiter, als plötzlich die Klänge von Beethovens „Für Elise“ ertönen. Die Musik hat auf ihn magnetisierende Wirkung, und er biegt mit seinem Fahrzeug in einen Seitenweg ein, der ihn zu dem mittelalterlichen Schloss führt. Harry betrachtet das Gebäude und stößt auf einen alten, korpulenten und geheimnisvoll wirkenden Mann mit Hut, der ihn für einen interessierten Mieter des hochherrschaftlichen Gebäudes hält und offensichtlich bereits erwartet hat. Harry ist ratlos, er begreift nicht so recht, was mit ihm, der sich von dem alten Gemäuer magisch angezogen fühlt, geschieht. Wenig später fährt eine mysteriöse Frau namens Greta vor. Sie ist ganz in der Mode der 1930er Jahre gekleidet. Auf ihrem Rücksitz hat sie eine Leiche liegen und spricht mit Harry so, als sei er ein Komplize einer Missetat. Der Tote ist ihr einstiger Liebhaber, ein wohlhabender Bankier. Harry, der nichts begreift, beginnt jedoch sogleich eine tiefe Verbindung zu der Fremden zu entwickeln. Nachdem sich Greta verführerisch entblättert hat, verbringen beide die folgende Nacht miteinander. Als Harry das Schloss wieder verlassen will, um zu Frau und Kind heimzukehren, ertönt ein Schuss, und Greta ist mitsamt Auto verschwunden. Intuitiv will Harry zunächst die Leiche fortschaffen, dann ergreift er die Teetasse, aus der sie getrunken hatte und fährt heimwärts. Er wird daheim bereits sehnsüchtig erwartet, weil man Harrys 35. Geburtstag feiern wollte. Harry lässt die Begegnung keine Ruhe: die geheimnisvolle Fremde, das Schloss, der Tote. Schließlich geht er zur Polizei und erzählt seine bizarre Geschichte. Man entnimmt der Teetasse die Fingerabdrücke der mutmaßlichen Mörderin. Dann aber durchfährt Harry der Schock seines Lebens: jene Greta hat nicht nur ein langes Strafregister, sondern sie ist bereits seit 35 Jahren tot…

## Episode 2: Metempsychose
Ein Pathologie-Professor hat ein erotisches Verhältnis mit einer seiner Studentinnen begonnen. Seine Frau weiß von dieser Affäre. Als sie ihn eines Tages im Beisein seiner 17-jährigen Tochter nach einer Vorlesung mit dem Auto abholt, steuert sie den Wagen bei hoher Geschwindigkeit durch eine dicht bepflanzte Allee und verursacht in selbstmörderischer Absicht einen schweren Unfall. Der Wagen überschlägt sich, der Pathologe und seine Tochter werden jedoch nur leicht verletzt. Die Fahrerin hingegen verstirbt noch am Unfallort. Wochen nach dem tragischen Unglück scheint das Leben des Professors allmählich wieder in geordnete Bahnen zu münden. Er will sich künftig mehr um seine Tochter, die seit dem Tod der Mutter ständig Visionen von ihr hat und daraufhin in die Psychiatrie eingewiesen werden musste, kümmern. Er kündigt seiner jugendlichen Geliebten an, die Beziehung zu ihr beenden zu wollen. Die Studentin scheint darüber nicht allzu betrübt, schneidet dann aber überraschenderweise das Thema Selbstmord an, wohl in der Hoffnung, ihren Noch-Liebhaber damit unter Druck setzen zu können. Der Pathologe, den der Anblick von Leichen auf seinem Seziertisch offensichtlich abstumpfen ließ, entgegnet daraufhin mit einer gewissen Gleichgültigkeit: „Dazu hat jeder jederzeit ein Recht.“ Nach der letzten Liebesnacht kehrt Studentin Mascha bedrückt nach Hause zurück, während sich Tochter Debbie, die seit dem Tod ihrer Mutter eine spezielle Verbindung zu Mascha aufgebaut hatte, und ihr Vater aussprechen. Tatsächlich entscheidet sich die nunmehr Ex-Geliebte für den Freitod, schluckt eine Überdosis Schlaftabletten, schneidet sich dann in der Badewanne die Pulsadern auf und verblutet. Dieser Tod wirft nun Töchterchen Debbie endgültig aus der Bahn: Sie erlebt den Tod Maschas am eigenen Leib. Mit jedem Schnitt an Maschas obduziertem, toten Körper spürt auch Debbie den entsprechenden, zugefügten Schmerz einer Lebenden. An dieser Tortur stirbt sie schließlich. Ihr Vater steht fassungslos an ihrem Totenbett.

## Episode 3: Telepathie
In Wien geschieht ein großes Unglück: Eine Frau tritt auf den Balkonaufsatz ihres Fensters hinaus, starrt mit leerem Blick nach vorn und stürzt sich in die Tiefe, wo ihr lebloser Körper zerschmettert liegen bleibt. Während die Polizei den Bürgersteig absperrt, fährt eine Hochzeitsgesellschaft vorbei. Man macht Scherze und beglückwünscht den Bräutigam zu seiner Braut. Nachdem die Frischvermählten ihren Zielort erreicht haben, begibt sich Barbara, die Braut, ins Badezimmer, um sich frisch zu machen. Plötzlich überkommt sie ein unerklärlicher Drang, alles hinter sich zu lassen. Jungfrau Barbara verlässt das Haus noch vor der Hochzeitsnacht, hält einen Wagen an und fährt in ihm zum nächsten Bahnhof, wo sie den Zug nach Mailand besteigt. Ihr verzweifelter Ehemann sucht sie überall und wendet sich an die Polizei. Seinem Schwiegervater erzählt er von der Begegnung mit einem Fremden, der Barbara in Mailand seine Anschrift gegeben hatte. Auch damals sei sie abwesend und zerstreut gewesen. Der Fremde, das ist ein körperbehinderter Kunstmaler namens Mario, der bald Macht über die lebensfrohe und zugleich leichtlebige Barbara gewinnt. Sie ist nicht sein erstes Opfer. „Ich muss alle haben, weil ich keine haben kann“, sagt der Maler, denn nur so könne er, dessen Verkrüppelung ihn für die meisten Frauen nicht eben begehrenswert erscheinen lässt, den Frauen seinen Willen aufzwingen. Mario, der wiederum Angst vor zu großer Nähe hat und somit nicht nur äußerlich verkrüppelt erscheint, ist in seiner Absolutheit und dem zwanghaften Drang, das weibliche Geschlecht unterwerfen zu wollen, das komplette Gegenteil des gutbürgerlichen Bräutigams, und strahlt dadurch eine besondere Magie und Faszination auf die Jungvermählte, deren Gatte gutbürgerliche Langweile verkörpert, aus. Marios Macht basiert auf telepathischen Kräften, die auch aus großer Entfernung Einfluss auf Barbara ausüben. Schon bei ihrem Eintreffen in Marios Wohnung löst er nur durch das Auflegen seiner Hand Wollust und Ekstase bei Barbara aus. Von dieser Macht wird er nie lassen, auch nicht, als Barbara zu Ehemann, Heim und Herd zurückkehrt. Erst der Tod wird der jungen Frau Erlösung bringen.

## Produktionsnotizen und Wissenswertes
Parapsycho – Spektrum der Angst entstand ab dem 30. September 1974 in Österreich und lief am 2. Mai 1975 in deutschen Kinos an. Die Idee zu diesem Stoff, die das zu jener Zeit herrschende große Interesse zahlreicher Deutscher an der Thematik des Übernatürlichen widerspiegelt, lieferte Geza von Radvanyis langjähriger Produktionsleiter Georg M. Reuther. Kurz zuvor, am 17. Januar 1974, hatte Uri Geller mit seinem Auftritt in der Wim-Thoelke-Show Drei mal Neun, in der er angeblich mit purer Willenskraft Löffel verbog und Uhren in so manchem Wohnzimmer der Fernsehzuschauer zum Stillstand brachte, für Furore gesorgt. Die hohe Altersfreigabe von 18 Jahren erklärt sich nicht nur aus zahllosen Nackt- und Sexszenen, sondern auch mit einer Szene, bei der eine Obduktion an einer (angeblich) echten Leiche gezeigt wird (zweite Episode).
Conrad von Molo zeichnete für die Nachsynchronisation verantwortlich, Peter von Manhardt für die Filmbauten.

## Rezeption und Kritiken
„Drei Episoden über parapsychologische Phänomene von Reinkarnation, Seelenwanderung und Telepathie: Ein junger Mann landet im Bett einer Frau, die seit 35 Jahren tot ist; der Geist einer Studentin rächt sich an ihrem Professor, indem er in dessen Tochter fährt; ein perverser Maler macht sich durch Hypnose hübsche Mädchen gefügig. Haarsträubende Sexklamotte, die alles andere als wissenschaftliche Aufklärung im Sinn hat.“

„In drei Episoden soll dem Zuschauer jene seltsame Grenzwissenschaft ‚Parapsychologie‘ näher gebracht werden, von der man nicht weiß, ob sie ein Hirngespinst oder ernstzunehmender Natur ist. Zur Beantwortung dieser Fragen kann dieser Film keine Entscheidungshilfe sein, denn die losen aneinandergereihten Geschichten, mit angeblichen Umfrageergebnissen wissenschaftlich verbrämt, entlarven sich bald als unsinniges Spektakel. Da wird von einer Reinkarnation (Wiedergeburt) erzählt, durch die einem braven Familienvater ein nächtliches Abenteuer mit einer längst verblichenen Halbweltdame nicht erspart bleibt. Danach ergreift eine Selbstmörderin von der Tochter ihres Freundes mörderischen Besitz. In der letzten Episode verläßt eine junge Frau auf der Hochzeitsreise ihren Mann, um einem zwielichtigen Künstler zu Willen zu sein, der mit Telepathie und Hypnose Mädchen in sein Atelier lockt. Die hanebüchenen Geschichten sind nach dem gleichen Muster gestrickt. Entsetzen sollen das Schlurfen eines übergewichtigen Kastellans, das starre Blicken eines impotenten Jünglings und das Kreischen eines Jungmädchens verbreiten. Da Entsetzen auch durch Ekel hervorgerufen wird, sieht man übergroß die Öffnung einer menschlichen Bauchdecke bei einer Obduktion und den Selbstmord einer jungen Frau. Die Darstellerinnen haben überdies reichlich Gelegenheit, ihre körperlichen Reize zur Schau zu stellen, und eine von ihnen darf einen telepathischen Orgasmus erleben. Nach diesem Film ist eines klar: Die Narren sind unter uns, und manche dürfen sogar Filme drehen.“

## Synchronisation
William Berger wird synchronisiert von Hellmut Lange.